# Sarasate
|  | Per a altres significats, vegeu «Pablo Sarasate». |

Sarasate (castellà) o Saratsate (basc) és una concejo al municipi d'Itza a Navarra. Abans d'unir-se a Itza, depenia del concejo de Gulibar. Tenia 50 habitants l'any 2021.

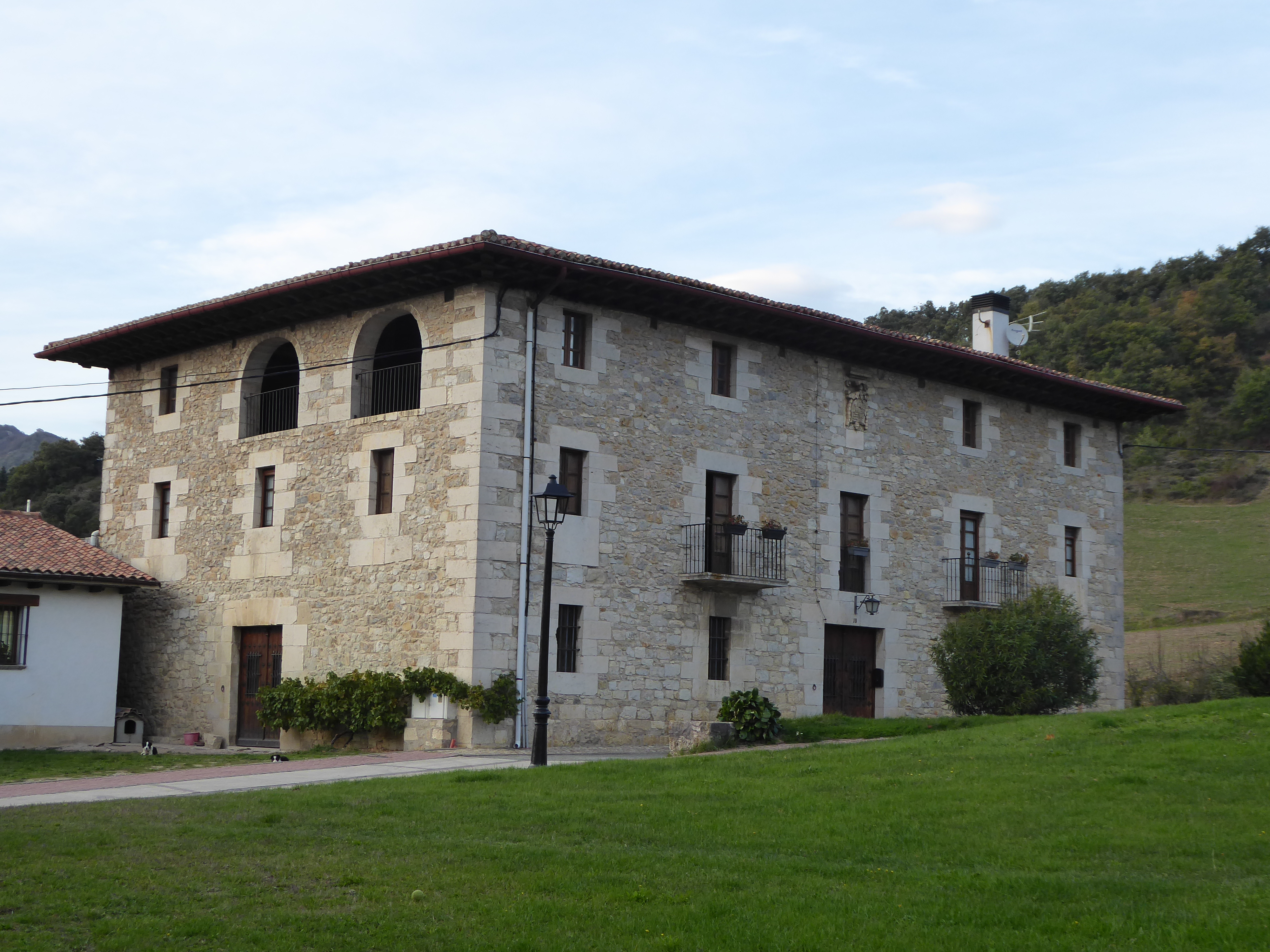
Sarasate, 20-10-19
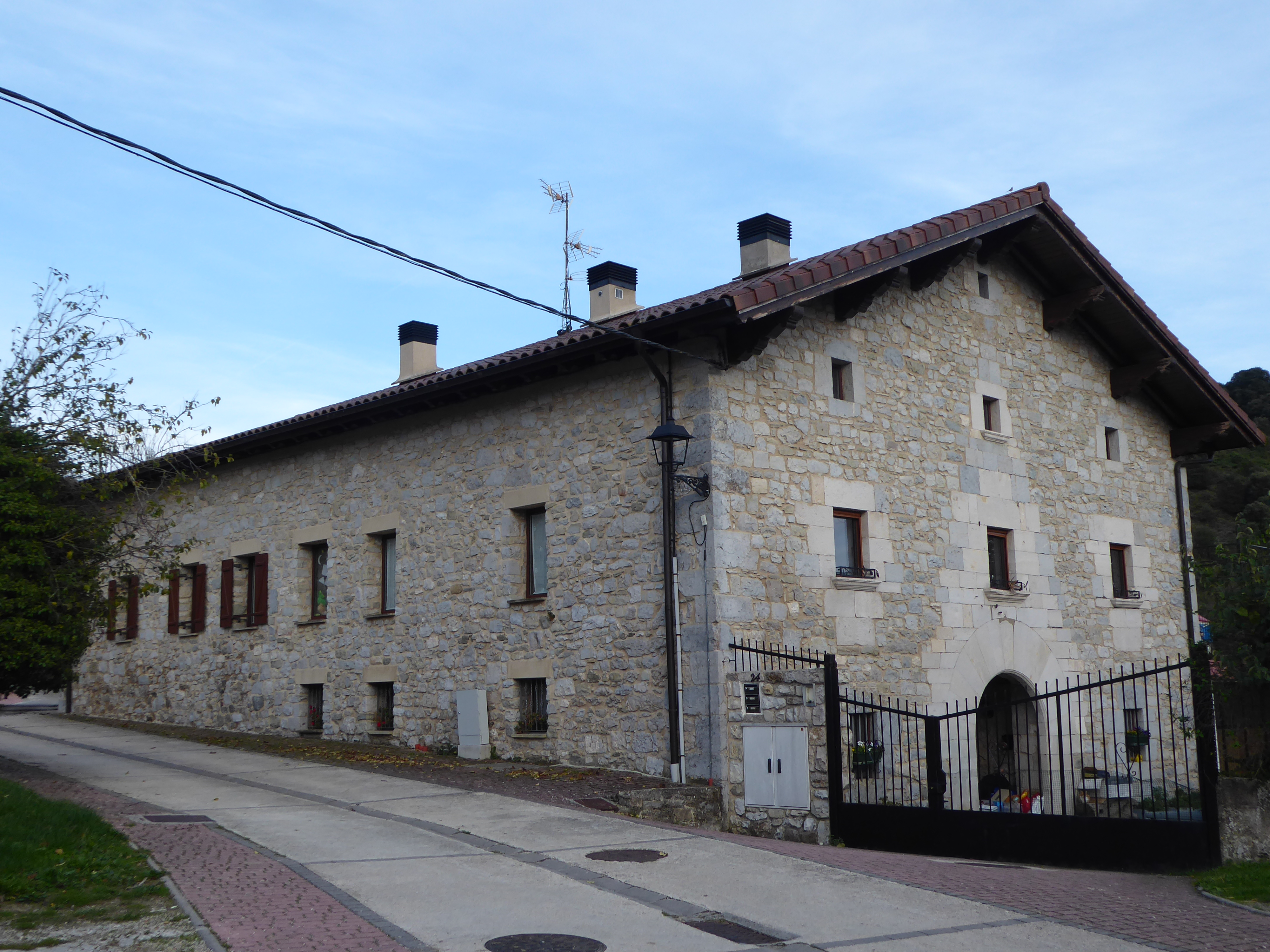
Sarasate, 20-10-19